# 399745 Ouchaou
399745 Ouchaou è un asteroide della fascia principale. Scoperto nel 2005, presenta un'orbita caratterizzata da un semiasse maggiore pari a 2,7099154 UA e da un'eccentricità di 0,2144249, inclinata di 8,21053° rispetto all'eclittica.